# Fur Fighters
Fur Fighters (titulado Furrballs en el desarrollo temprano) es un videojuego desarrollado por Bizarre Creations y distribuido por Acclaim Entertainment para la Dreamcast en el año 2000, y luego para Microsoft Windows. El juego fue anunciado por primera vez como un exclusivo para Dreamcast en la edición de enero de 1999 de Electronic Gaming Monthly, habiendo comenzado el desarrollo en verano de 1998. Fue diseñado principalmente como un shooter en tercera persona, pero utilizando un escenario de pequeños animales adorables. Como resultado, la representación de la violencia del juego resulta caricaturesca, sin perder su intensidad. En 2001, una versión actualizada para la PlayStation 2 fue lanzada como Fur Fighters: Viggo's Revenge. El 20 de julio de 2012, miembros de Muffin Games, expersonal de Bizarre Creations, anunciaron un port para iPad, llamado Fur Fighters: Viggo on Glass.

## Trama
La trama del juego se centra en los Fur Fighters, un grupo dedicado a luchar contra el general Viggo, el antagonista principal del juego. Al comienzo del juego, Viggo secuestra a las familias de los Fur Fighters, esparciendo a sus hijos por varias ubicaciones en el juego, y convirtiendo a sus esposas (o en el caso de Tweek, su madre) en bestias robóticas. La historia es suelta, centrándose en la búsqueda de los Fur Fighters en rescatar a sus bebés, salvar a sus familias y detener al general Viggo.

## Jugabilidad
En Fur Fighters, el trabajo del jugador es rescatar a los pequeños animales bebés que han sido robados de sus familias por el villano central, el general Viggo. Viggo ha esparcido a los hijos por todo el mundo, haciendo que sus familias deban explorar, confrontar a los secuaces de Viggo, y rescatarlos a todos. La jugabilidad dispone de muchos aspectos únicos de un shooter en tercera persona en la época en que fue lanzado, en especial el hecho de que cada nivel sea un área extremadamente larga que puede llevar horas de exploración. Algunos ejemplos incluyen una gran obra de construcción y una sección entera de una gran ciudad, completa con edificios para explorar, como un museo de arte moderno. Maniobrar por aquellos niveles suele requerir observación cuidadosa del entorno para no perderse, al igual que resolver puzles para descubrir dónde pueden estar escondidos los bebés, o cómo obtener acceso al resto del nivel. A diferencia de la mayoría de los juegos de acción de este tipo, Fur Fighters logra destacar presentando un sistema donde el jugador, en muchos intervalos del nivel, puede alternar entre los padres jugables. Cada padre posee sus propias ventajas y desventajas, muchos teniendo habilidades especiales que les facilitará ciertas acciones. El sistema de sustituto también ayuda a los jugadores que les quede poca salud o munición dándoles la opción de cambiar a un personaje más adecuado.

## Recepción
La versión de Dreamcast de Fur Fighters recibió reseñas «favorables», mientras que la versión de PC, junto a Viggo's Revenge y Viggo on Glass, recibieron reseñas «mixtas o medias», según el sitio web agregador de reseñas Metacritic. Garrett Kenyon en el número de agosto del 2000 de NextGen llamó a la versión de Dreamcast «un juego que es divertido tanto para niños como adultos. Se ve grandioso y se juega aún mejor». Sin embargo, doce números después, Daniel Erickson dijo en su reseña de Viggo's Revenge que «si quieres un shooter o un juego de aventuras, hay mejores».
Jake The Snake de GamePro dijo de la versión de Dreamcast en una reseña que «si disfrutas de juegos de acción/aventura caricaturescos, y no te desagradan las armas, no te pierdas de Fur Fighters». En otra reseña de GamePro, Iron Thumbs dijo que «Fur Fighters no es una pequeña aventura de shoot 'em up: el juego está cargado con todo desde pequeños puzles simples hasta desafíos extendidos que requieren de planificación y estrategia para poder superarlos exitosamente». GameZone le dio a Viggo's Revenge ocho de diez, diciendo que «proporciona suficiente prisa para lidiar con el hecho de que el juego tiende a ser un poco monótono».
Aunque el juego no haya sido un éxito financiero grande y haya pasado casi desapercibido para la mayoría de los gamers de la época,[cita requerida] el juego fue alabado críticamente por su tamaño, alcance, sentido del humor y atención al detalle. El hecho de que la violencia sin sentido no fuera el único elemento de la jugabilidad impresionó a muchos, y el juego se convirtió en un clásico de culto.